# Gran Llanura Septentrional
La Gran Llanura Septentrional (en húngaro: «Észak-Alföld») es una región estadística (NUTS 2) de Hungría. Forma parte de la región mayor de Alföld és Észak (NUTS 1). La Észak-Alföld agrupa tres condados húngaros: Hajdú-Bihar, Jász-Nagykun-Szolnok y Szabolcs-Szatmár-Bereg. Su capital es Debrecen. 

## Ciudades más pobladas
| Ciudad           | Población (2009) |
| ---------------- | ---------------- |
| Debrecen         | 206.225          |
| Nyíregyháza      | 117.597          |
| Szolnok          | 74.885           |
| Hajdúböszörmény  | 31.793           |
| Jászberény       | 27.134           |
| Hajdúszoboszló   | 23.295           |
| Törökszentmiklós | 21.758           |
| Karcag           | 20.872           |